# Džebrailjski rajon
Džebrailjski rajon (azerski: Cəbrayıl rayonu, armenski: Ջեբրաիլի շրջան) je jedan od 66 azerbajdžanskih rajona. Džebrailjski rajon se nalazi na jugu Azerbajdžana na granici s Iranom. Središte rajona je Džebrailj. Površina Džebrailjskog rajona iznosi 1.050 km². Džebrailjski rajon je prema popisu stanovništva iz 2009. imao 70.585 stanovnika, od čega su 34.685 muškarci, a 35.900 žene.
Cijeli rajon je u Prvog rata u gorskom Karabahu došao pod kontrolu Gorskog Karabaha, a u drugom ratu 2020. je u potpunosti vraćen pod nadzor Azerbajdžana.